# Paratachina costae
Paratachina costae là một loài ruồi trong họ Tachinidae.